# Санта Аурелија (Ермосиљо)
Санта Аурелија (шп. Santa Aurelia) насеље је у Мексику у савезној држави Сонора у општини Ермосиљо. Насеље се налази на надморској висини од 114 м.

## Становништво
Према подацима из 2010. године у насељу су живела 3 становника.

### Хронологија
| Година       | 2000            | 2005            | 2010 |
| ------------ | --------------- | --------------- | ---- |
| Становништво | 513 (276 / 237) | 297 (160 / 137) | 3    |

### Попис
| # | Индикатор                     | Вредност |
| - | ----------------------------- | -------- |
| 1 | Укупно домаћинстава           | 143      |
| 2 | Укупно насељених домаћинстава | 2        |
| 3 | Величина локације             | 1        |